# Wiesława Michalska
Wiesława Michalska (ur. 4 czerwca 1930 w Nieszawie, zm. 13 marca 2001) – nauczycielka polska, wieloletnia nauczycielka przysposobienia obronnego w Liceum im. Marii Konopnickiej we Włocławku, działaczka społeczna.

## Życiorys
Była córką Bronisława i Jadwigi z Gruźlewskich; ojciec zatrudniony był na kolei, m.in. jako zawiadowca stacji w Kutnie. Od 1938 mieszkała z rodzicami we Włocławku i do wybuchu wojny uczęszczała do miejscowej szkoły powszechnej. Naukę kontynuowała na tajnych kompletach. W 1948 została uczennicą Liceum im. Konopnickiej, w 1951 wstąpiła na Państwowe Kursy Nauczycielskie przy tejże szkole, noszącej wówczas nazwę III Szkoła Ogólnokształcąca stopnia podstawowego i licealnego im. Marii Konopnickiej. W tym samym roku uzyskała dyplom, uprawniający do wykonywania zawodu nauczycielskiego w szkołach ogólnokształcących stopnia podstawowego. Na kursie Powszechnej Organizacji „Służba Polsce” zdobyła uprawnienia komendanta hufca szkolnego tej paramilitarnej organizacji i wykonywała obowiązki komendanta hufca przy Liceum Konopnickiej. Od 1957 dysponowała dyplomem nauczyciela przysposobienia wojskowego na poziomie szkół średnich.
W 1953 wstąpiła do Polskiej Zjednoczonej Partii Robotniczej, w Liceum Konopnickiej kierowała podstawową organizacją partyjną. Przysposobienia wojskowego (obronnego) uczyła jednocześnie w Państwowym Liceum Pedagogicznym dla Wychowawczyń Przedszkoli oraz w Szkole Podstawowej nr 5 we Włocławku. W 1976 była zastępczynią komendanta ds. wychowawczych na obozie przysposobienia obronnego w Wymyślinie. W zespole ds. obronnych kuratorium włocławskiego odpowiadała za sprzęt techniczno-wojskowy i obozowy. W 1981, w związku z chorobą Wiktora Lewandowskiego, objęła obowiązki dyrektora Liceum im. Marii Konopnickiej. We wrześniu 1982 uzyskała emeryturę. 
Przez wiele lat prowadziła w Liceum Konopnickiej koło Ligi Przyjaciół Żołnierza, po zmianie nazwy – Ligi Obrony Kraju. Od 1975 wchodziła w skład Zarządu Wojewódzkiego Ligi Obrony Kraju. Założona przez nią pracownia przysposobienia obronnego została wyróżniona I nagrodą w konkursie powiatowym w 1969. Wyróżnienia i osiągnięcia sportowe notowała także powstała z inicjatywy Michalskiej sekcja strzelecka Liceum Konopnickiej, a szkolne koło Ligi Obrony Kraju przywoziło dyplomy z konkursów marynistycznych. Zasługą nauczycielki było także powstanie pierwszej pełnowymiarowej strzelnicy sportowej we Włocławku. Praca zawodowa i społeczna Michalskiej przyniosły jej m.in. Krzyż Kawalerski Orderu Odrodzenia Polski, Złoty Krzyż Zasługi, Medal Komisji Edukacji Narodowej, Odznakę „Zasłużony Działacz LOK”, „Za zasługi dla obronności kraju”, „Zasłużony dla rozwoju powiatu włocławskiego”.
W młodości udzielała się jako aktorka amatorka. W zespole Teatru Ludzi Upartych we Włocławku grała m.in. w sztuce Michała Bałuckiego Dom otwarty (1952) oraz w spektaklu Poemat pedagogiczny na podstawie Antona Makarenki (1954).
Mężem jej był Tadeusz Michalski, którego poślubiła w 1956; miała syna Mariusza Michalskiego (ur. 1959), aktora. Zmarła 13 marca 2001, pochowana została na cmentarzu komunalnym we Włocławku.